# 軽井沢絵本の森美術館
軽井沢絵本の森美術館（かるいざわえほんのもりびじゅつかん）は、長野県北佐久郡軽井沢町のミュージアムパーク「ムーゼの森」にある絵本をテーマとする美術館。

## 概要
南軽井沢の風越公園の北に1990年7月に開館した「欧米絵本の歩み」をテーマとする絵本美術館。15,000m2の敷地に二つの展示館（第一展示館：吉田新一文庫など、第二展示館：企画展を開催する展示館）、絵本図書館、ショップ（「木のおもちゃのお店」「森の生活館」「絵本のお店」）、カフェ（「ルーエ」）などが点在し、森の中で静かに絵本の世界に浸れる。年に数回企画展を開催し、様々な角度から絵本文化を紹介している。設計は類設計室が行った。

## 施設
- ピクチャレスク・ガーデン

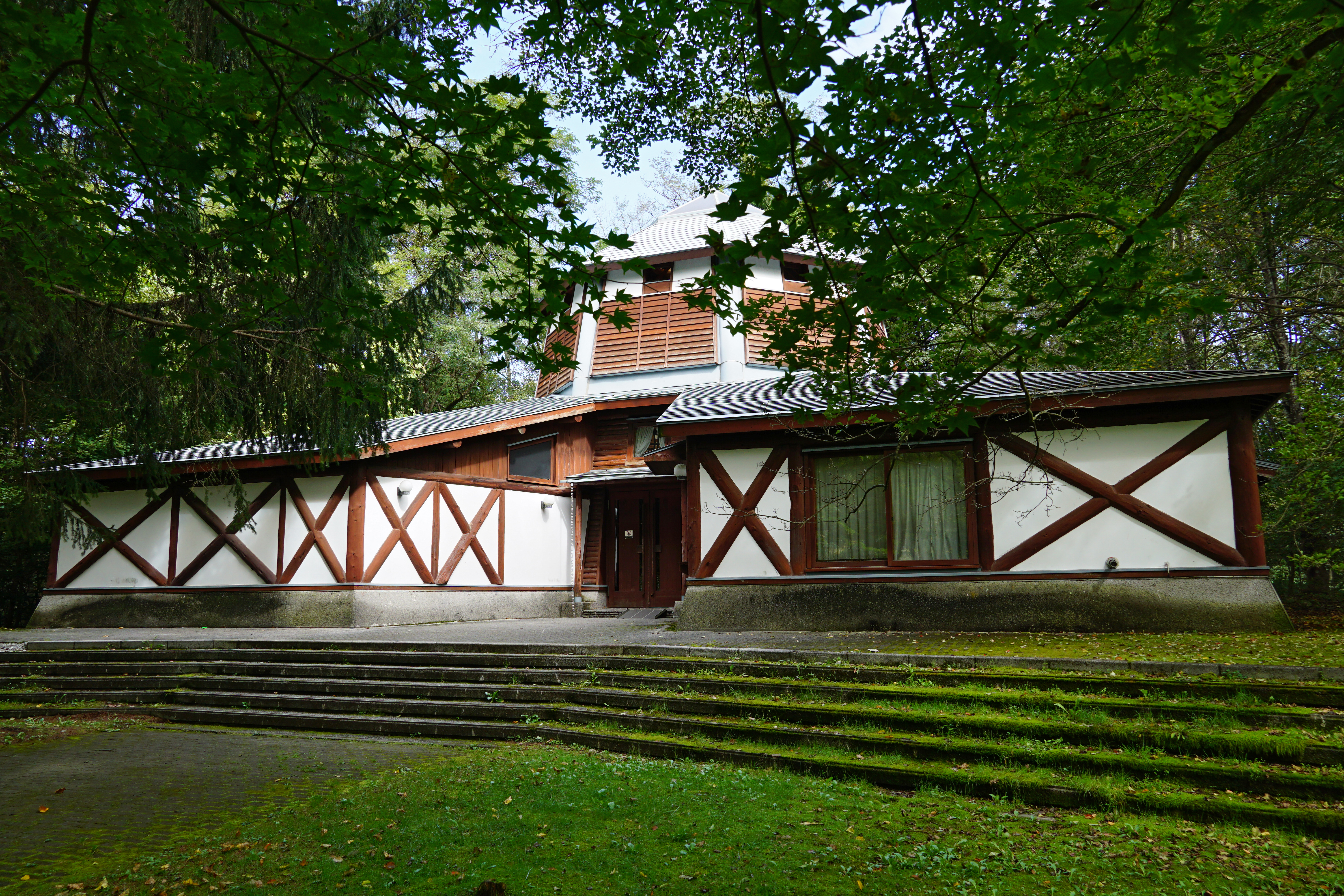
第1展示館
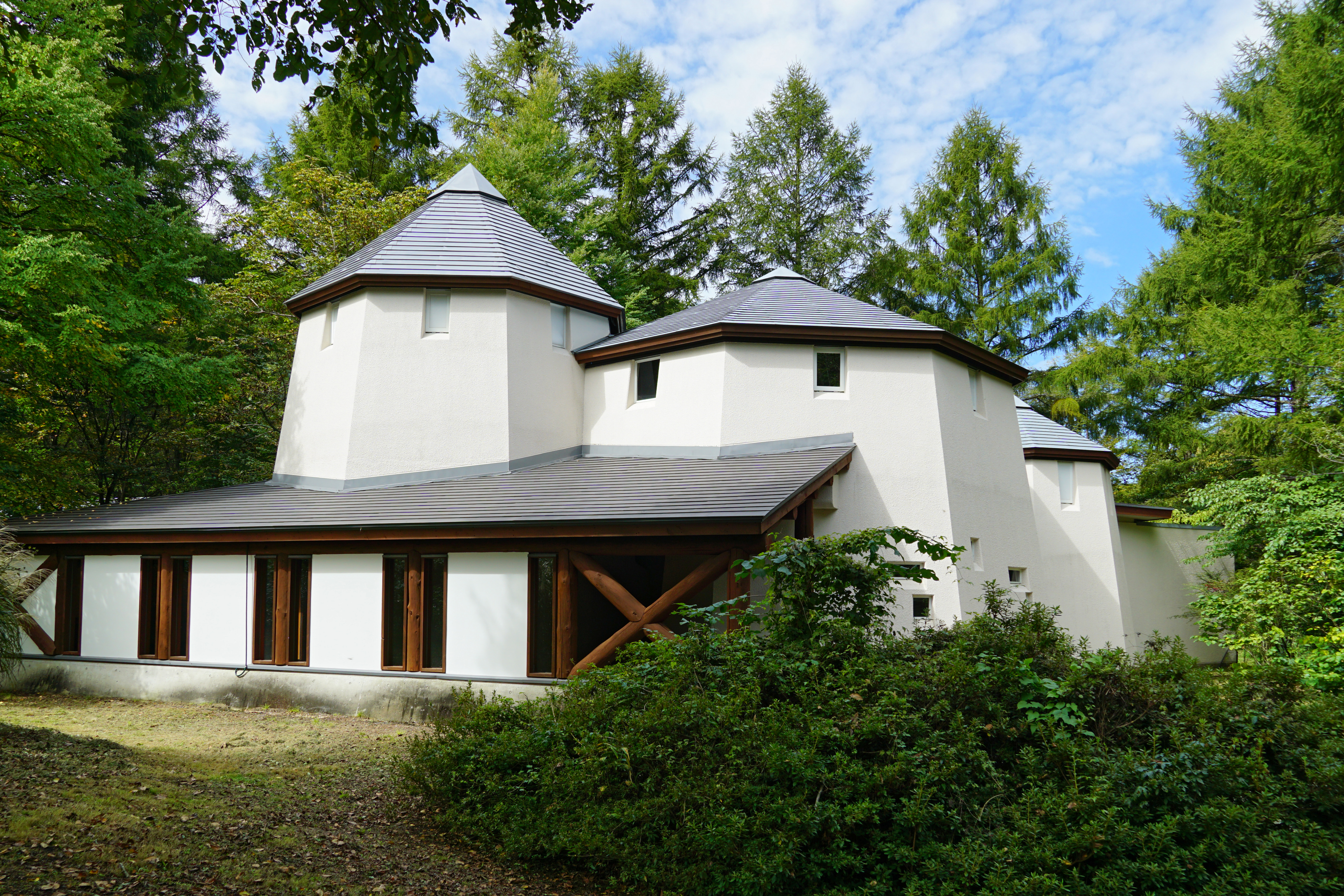
第2展示館
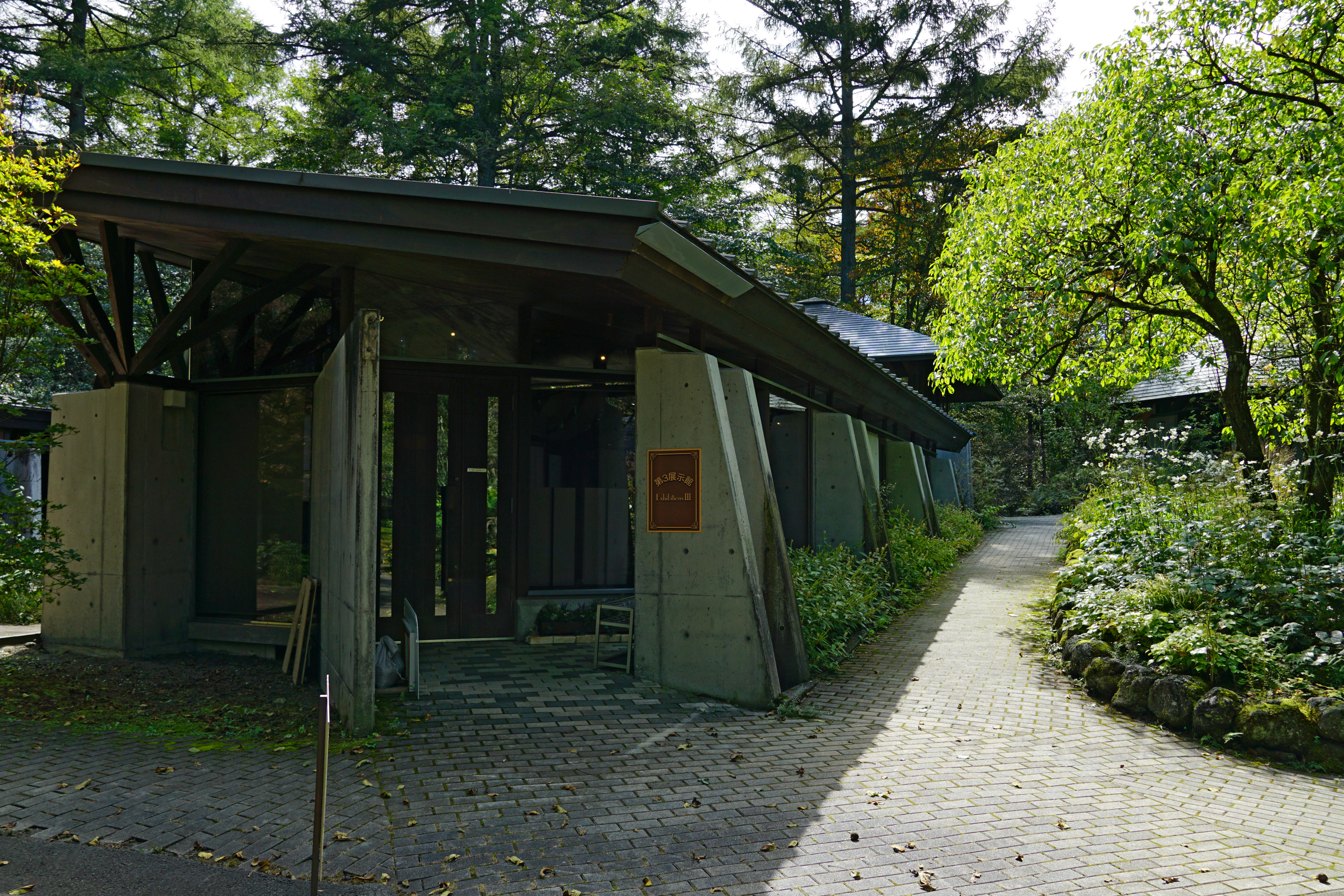
第3展示館
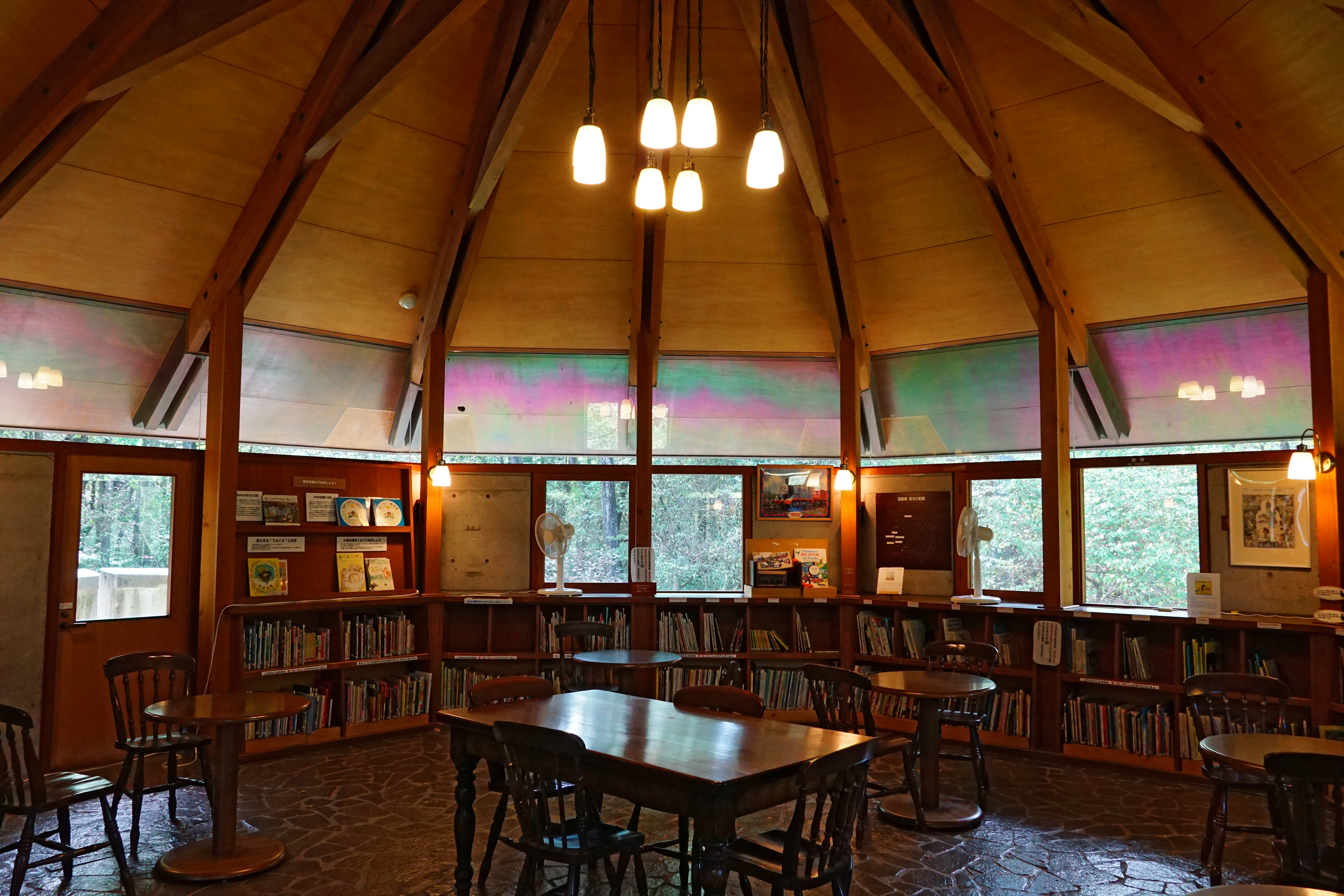
絵本図書館
- イベントスペース 森の家

- 第1展示館
- 第2展示館
- 第3展示館
- 絵本図書館

## 利用情報
- 開館時間 - 9時30分〜17時（12月〜1月は10時〜16時）
- 休館日 - 1月中旬〜2月、開館期間中は火曜休、ゴールデンウィーク・7〜9月無休

## 交通アクセス
- しなの鉄道 中軽井沢駅 から町内循環バスで約10分、「風越公園」下車 徒歩約5分
- 北陸新幹線・しなの鉄道 軽井沢駅 から軽井沢美術館・観光循環バス南コースで約20分、「ムーゼの森」下車　直ぐ（夏期のみ）

## 周辺
- ムーゼの森
  - エルツおもちゃ博物館・軽井沢
- 軽井沢タリアセン
- 風越公園